# Вермишева, Сэда Константиновна
Сэда Константиновна Вермишева (9 октября 1932, Тифлис — 18 февраля 2020, Ереван) — русскоязычная советская армянская поэтесса, переводчица, публицист и общественный деятель.

## Биография
Родилась 9 октября 1932 года в Тифлисе (ныне — Тбилиси).
Отец - Константин Христофорович Вермишев (1901-1973) - учёный-экономист.
Мать - Елена Георгиевна Вермишева (урожденная Мелик-Каракозова) (1905 - 1985) - издательский работник.
Бабушка по линии отца - Варвара Александровна, урожденная княжна Аргутинская-Долгорукая.
Дед по линии отца - Христофор Аввакумович Вермишев
В Ереване окончила школу и Ереванский государственный университет. Жила в Ереване и в Москве.

## Семья
- Брат — Вермишев Михаил Константинович (1939-2019), инженер-экономист-эколог, кандидат технических наук.
- Муж — Золян Тигран Суренович (1929- ...), учёный-физик, изобретатель и автор многих патентов.
  - Сын — Золян Сурен Тигранович, (род 1955), ректор (1997-2012) Ереванского государственного лингвистического университета имени Валерия Брюсова, доктор филологических наук, профессор.
    - Внук — Золян Микаэл Суренович (род 1980), учёный, кандидат исторических наук.
    - Внук — Золян Тигран Суренович (род 2001)

  - Дочь — Золян Нарине Тиграновна (род. 1957), художник
    - Внучка — Саакян Мария Сергеевна (1980-2018), режиссёр.

## Творчество
Первый сборник стихов «Солнце стоит высоко» вышла в 1970 году.
Автор более десятка поэтических сборников. Пишет стихи исключительно на русском языке. По словам литератора Алексея Смирнова, «особенность Вермишевой в том, что её армянский дух (смысл) воплощен в музыке русской речи, и это — сплав: однородный, прочный… И если армянский дух, окрыляя ее стихи, сообщает им обобщенность видения — некую высокогорность, то русское звучание интонационно смягчает и приземляет строку, укрупняя детали, придавая предметность увиденному и пережитому. По монументальному немногословию, лаконизму чувства, чеканности слова, по какой-то гордой жертвенности поэзия Сэды напоминает библейский пейзаж…».

## Книги
- Солнце стоит высоко: Стихи. — Ереван: Айастан, 1970. — 50 с.; портр.
- Мерцающий пунктир, издательство «Советакан грох», Ереван, 1974.
- Листья: Стихи. — Ереван: Советакан грох, 1982. — 92 с.
- Наскальный орнамент: Стихи. [Худож. А. М. Цатурян] — Ереван: Советакан грох, 1988. — 176 с.; 3000 экз.
- Нагорье: Стихи. — М.: «Советский писатель», 1990. — 238 с.; ISBN 5-265-01239-7
- Но как жива ещё душа!: Стихи. — М.: «Меценат и Мир», 1999. — 20 c.: ил.; портр. (Б-ка журнала «Меценат и Мир»)
- Щербатая клинопись, издательство «Узорочье», Рязань, 1999
- Крыло любви (Серия «Поэты Армении»), 1999 (Библиотека журнала «Меценат и Мир»)
- Крыло любви: Стихи. — Рязань: Узорочье, 2000. — 64 с.: ил., портр. ISBN 5-85057-227-9
- Централизация власти — императив внутренней идеи России. — Рязань: Узорочье, 2002. — 10 с. (Библиотека Союза армян России. Творческий центр) ISBN 5-85057-450-6
- Императив внутренней идеи. — Рязань: Узорочье, 2003 (ООО Интермета). — 11 с. (Библиотека Союза Армян России / Творч. центр) ISBN 5-85057-494-8
- Разбит наш дом, издательство «Узорочье», Рязань, 2003
- Возвращение к себе (пер. на арм. яз.), издательство «Нор Дар», Ереван, 2003
- Из камня и песка. — М.: Время, 2005 (Екатеринбург: ГИПП Урал. рабочий). — 365 с.: портр.; В пер. (Поэтическая библиотека) ISBN 5-9691-0044-7
- Мятежная нежность: Стихи. — М.: Гуманитарий, 2008. — 175 с.: ил. ISBN 978-5-91367-049-6
- Мятежная нежность: Стихи. — М.: Гуманитарий, 2010. — 175 с.: ил. ISBN 978-5-91367-067-0
- Смятение: Стихотворения. — М.: Российский писатель, 2013. — 270 с. ISBN 978-5-91642-111-8
- Преодоление: Стихотворения. — М.: Российский писатель, 2014. — 230 с. (Современная русская поэзия) ISBN 978-5-91642-113-2
- Бессмертный дух: стихи. — М.: Российский писатель, 2015. — 215 с.: ил.; 500 экз. (Современная русская поэзия) ISBN 978-5-91642-127-9